# Phyllodromica opaca
Phyllodromica opaca är en kackerlacksart som först beskrevs av Lucien Chopard 1936.  Phyllodromica opaca ingår i släktet Phyllodromica och familjen småkackerlackor.
Artens utbredningsområde är Marocko. Inga underarter finns listade i Catalogue of Life.